# Muhammad al-Tawil de Huesca
Muhammad ibn Abd al-Malik al-Tawil, en árabe محمد بن عبد الملك الطويل  (?- 23 de octubre de 913), llamado Atauil o Ataoel en los textos medievales cristianos, fue un muladí, valí de Huesca y prominente señor feudal musulmán de la Marca Superior de Al-Ándalus a finales del siglo IX y principios del X. 
Llevó a cabo su propia política exterior, independiente de sus superiores del Califato de Córdoba, y luchó tanto contra los cristianos como contra sus rivales musulmanes en la región, entre ellos los condes de Barcelona, Pallars y Aragón, el rey de Navarra y el gobernador Banu Qasi de la Marca Superior. Fundó la dinastía Banu al Tawil, que de forma intermitente gobernó Huesca, Barbastro y Lérida durante un siglo.

## Biografía
Muhammad al-Tawil era hijo de Abd al-Malik ibn Abd Allah ibn Shabrit, un señor de la región de Huesca, perteneciente al clan Banu Shabrit, descendientes de Shabrit, pariente y aliado de Amrus ben Yusuf. El 12 de marzo de 887, Muhammad mató a Masud Ibn Amrus, gobernador de Huesca y bisnieto de Amrus ben Yusuf, y tomó el poder en la ciudad.

## Rivalidad con los Banu Qasi
En 889/90, Ismail ibn Musa de Lérida, miembro del clan rival Banu Qasi, se rebeló contra el emirato. Muhammad tendió una emboscada al ejército liderado por Musa y Mutarrif, hijos de Ismail, lo que causó la muerte de Musa y de 300 de sus soldados, y la captura de Mutarrif. Esta derrota y la posterior muerte de Ismail acabaron con la rebelión, y al-Tawil aprovechó para pedir al Emir que le concediera las tierras del fallecido. Pero el emir Abd Alláh I se las devolvió a los Banu Qasi, concretamente a Muhammad ibn Lubb ibn Qasi, sobrino del rebelde. En 893, al-Tawil aparece junto a su rival Muhammad ibn Lubb como testigo en una carta del rey Fortún Garcés de Pamplona, en la que se le menciona como «el pagano Mohomat Atavel de Osca». Tres años después volvió a pelearse con los Banu Qasi. Muhammad al-Tawil movilizó sus tropas para oponerse a los planes de Lubb ibn Muhammad, hijo del jefe de los Banu Qasi, que pretendía fortificar Monzón. Se enfrentaron en una batalla en la que el ejército de Lubb, aunque menos numeroso y peor equipado, consiguió derrotar a los hombres de al-Tawil y capturar a su hermano Fortún. En 898, la muerte de Muhammad ibn Lubb ibn Qasi mientras sitiaba Zaragoza dio a al-Tawil la oportunidad de recuperar tierras perdidas, pero Lubb ibn Muhammad regresó de sus negociaciones con otro muladí rebelde, Omar ibn Hafsún y no solo volvió a derrotarlo, sino que esta vez también lo capturó. Al-Tawil se vio forzado a ceder Barbastro y tierras entre Huesca y Monzón, y a pagar 100 000 dinares de oro por su liberación, además de entregar a sus hijos Abd al-Malik y Sayyida como rehenes para asegurar la entrega del rescate. Más tarde, Lubb se casó con Sayyida y perdonó la mitad de esta suma, que aún quedaba por pagar. No se sabe nada de al-Tawil en los años siguientes, quizás porque concentró sus ejércitos en la lucha contra sus vecinos cristianos del norte, en campañas que no se registran en las crónicas cordobesas sobre Al-Ándalus. Reaparece en 906 o 907, arrebatando los castillos de Barbastro y Alquézar, y la región de Al-Barbitanya a Lubb ibn Muhammad.

## Guerras contra el norte cristiano
En octubre de 908, al-Tawil lanzó una campaña contra el Condado de Pallars. El castellano de Roda de Isábena envió emisarios pidiendo la paz y ofreciendo un tributo, pero al-Tawil los rechazó y destruyó el castillo. Después atacó Monte Pedroso, Oliola, Ponts y Alguaire tomando 300 prisioneros de los que consiguió 13 000 monedas de oro en rescates. En 911, al-Tawil marchó hacia el norte, pasando por el territorio de su cuñado, el conde Galindo II Aznárez de Aragón. Después se alió con Abd Allah, hermano de Lubb ibn Muhammad ibn Qasi, para atacar Pamplona.  Aunque esta campaña comenzó con éxito, Sancho Garcés I de Pamplona venció a las tropas árabes y restableció Pamplona como capital feudal sobre el Aragón de Galindo. El siguiente año , al-Tawil lanzó una campaña contra Suniario I, conde de Barcelona, obligándole a huir del campo de batalla. No obstante, la segunda campaña acabó con la vida de Muhammad al-Tawil el 23 de octubre de 913.

## Matrimonio y descendencia
Muhammad al-Tawil se casó con Sancha Aznárez, hija de Aznar II Galíndez de Aragón y nieta de García Íñiguez de Pamplona por vía materna. La pareja tuvo cuatro hijos varones: Abd al-Malik, Amrus, Fortún y Musa Aznar, y una hija, Sayyida (llamada Velasquita en el Códice de Roda), que se casó con Lubb ibn Muhammad ibn Qasi. Se cree que tuvo varios hijos con otra mujer: Yahya, Lubb y probablemente Walid.
- Abd al-Malik ibn Muhammad sucedió a su padre en Huesca y Barbastro, cediendo Monzón a Amrus. Abd al-Malik se enfrentó inmediatamente a problemas provocados por caballeros de Banu Shabrit, que intentaron tomar Huesca, aunque no encontraron apoyo entre los residentes y fueron muertos el mismo día que entraron en la ciudad:  Muhammad ibn Walid ibn Abd Allah ibn Shabrit el 8 de agosto de 915, y Zakariyya ibn Isa ibn Musa ibn Shabrit el 15 de marzo de 916. Tras estos intentos, Abd al-Malik mandó matar a Asbag ibn Isa y Abd al-Malik ibn Isa, hermanos de Zakariyya. El siguiente en enfrentarse a él fue su propio hermano Amrus:  Abd al-Malik fue capturado y estrangulado el 25 de diciembre de 918.[13]
- Amrus ibn Muhammad recibió Monzón de su hermano en 914, pero fue rechazado por los residentes, que invitaron a Muhammad ibn Lubb ibn Qasi como sustituto.[14] Tomó Huesca a su hermano en 918, pero fue rechazado de nuevo y expulsado pocas semanas después. Amrus se dirigió a Barbastro y Alquézar, donde pidió a Abderramán III que lo nombrara gobernador.[15] Posteriormente se alió con Sancho I de Pamplona y Bernardo I de Ribagorza para reducir Monzón.[16] También luchó contra su hermano Fortún, los Banu Qasi y los Banu Tujibi, tomando varios rehenes importantes que le reportaron considerables rescates, aunque también él fue capturado y tuvo que pagar por su liberación. Se sometió al califa en 933 o 934, y murió el 6 de junio de 935.[17]
- Fortún ibn Muhammad gobernó Huesca en sustitución de su hermano Amrus.[18] En 931 o 932 firmó un pacto con Muhammad ibn Hasim, líder rebelde de los Banu Tujibi, y como castigo, Abderramán encarceló a varios hombres de Huesca. La ciudad respondió expulsando a Fortún en 933, que al principio se refugió en Las Peñas de San Miguel y Aman, pero acabó dirigiéndose a Córdoba y humillándose ante el califa, que lo restituyó en Huesca en 936 o 937.[19] Pero retiró sus tropas de la batalla de Simancas, fue perseguido y capturado cerca de Calatayud por Salama ibn Ahmad ibn Salama, que lo llevó a Córdoba, donde fue crucificado frente al alcázar.[20]
- Yahya ibn Muhammad fue nombrado gobernador de Huesca cuando Fortún huyó en 933, y de Mérida en 935, pero cayó en desgracia y fue encarcelado. Tras la caída de Fortún, recuperó el favor del califa que le entregó Barbastro, donde murió el 20 de diciembre de 951.[21] Le sucedió su hermano Lubb ibn Muhammad, que falleció de forma repentina en Córdoba en diciembre de 955.[22]
- Musa Aznar ibn Muhammad recibió Lérida y en 940, Huesca. Se casó con Dadildis, hija de Jimeno Garcés de Pamplona, y murió el 18 de diciembre de 954.[23] Le sucedió en Huesca su hijo Abd al-Malik ibn Musa, que se vio obligado a compartir la ciudad con su primo Yahya ibn Lubb, que había sucedido a su padre Lubb en Barbastro.[24]

El último miembro identificado de la familia es Walid ibn Abd al-Malik, de los Banu Shabrit, que participó en un torneo celebrado en 974 en Córdoba. El control de Huesca pasó a los Banu Tujibi.
Aunque siguieron siendo nominalmente vasallos de Córdoba, las acciones rebeldes y autónomas de los al-Tawil, junto a las de sus rivales Banu Qasi, ayudaron al establecimiento de una taifa totalmente independiente en lo que había sido la Marca Superior del Califato.

## Árbol genealógico
|  | Banu Amrus    |
|  | Banu Šabrit   |
|  | Banu al-Tawil |

|                           |                           |                           |                           |                            |                            |                            |                            |                            |                            |                         |                         |                         |                         |                      |                      |                         |                         |                         |                         |                         |                         |        |        |                         |                         |                         |                         |                         |                         |                 |                 |                    |                    | Árbol genealógico de los Banu Amrus, Banu Šabrit y Banu al Tawil |                    |                    |                    |  |  |                      |                      |                      |                      |                      |                      |                |                |                    |                    |                    |                    |                    |                    |                 |                 |                    |                    |                     |                     |                     |                     |                     |                     |                    |                    |                    |                    |                    |                    |  |  |  |  |  |  |  |  |  |  |  |  |  |  |  |  |  |  |  |  |  |  |  |  |  |  |  |  |
|                           |                           |                           |                           |                            |                            |                            |                            |                            |                            |                         |                         |                         |                         |                      |                      |                         |                         |                         |                         |                         |                         |        |        |                         |                         |                         |                         |                         |                         |                 |                 |                    |                    |                                                                  |                    |                    |                    |  |  |                      |                      |                      |                      |                      |                      |                |                |                    |                    |                    |                    |                    |                    |                 |                 |                    |                    |                     |                     |                     |                     |                     |                     |                    |                    |                    |                    |                    |                    |  |  |  |  |  |  |  |  |  |  |  |  |  |  |  |  |  |  |  |  |  |  |  |  |  |  |  |  |
|                           |                           |                           |                           |                            |                            |                            |                            |                            |                            |                         |                         |                         |                         |                      |                      |                         |                         |                         |                         |                         |                         |        |        |                         |                         |                         |                         |                         |                         |                 |                 |                    |                    |                                                                  |                    |                    |                    |  |  |                      |                      |                      |                      |                      |                      |                |                |                    |                    |                    |                    |                    |                    |                 |                 |                    |                    |                     |                     |                     |                     |                     |                     |                    |                    |                    |                    |                    |                    |  |  |  |  |  |  |  |  |  |  |  |  |  |  |  |  |  |  |  |  |  |  |  |  |  |  |  |  |
|                           |                           |                           |                           |                            |                            |                            |                            |                            |                            |                         |                         |                         |                         |                      |                      |                         |                         | Rašid                   | Rašid                   | Rašid                   | Rašid                   | Rašid  | Rašid  |                         |                         |                         |                         |                         |                         |                 |                 |                    |                    |                                                                  |                    |                    |                    |  |  |                      |                      |                      |                      |                      |                      |                |                |                    |                    | Yusuf              | Yusuf              | Yusuf              | Yusuf              | Yusuf           | Yusuf           |                    |                    |                     |                     |                     |                     |                     |                     |                    |                    |                    |                    |                    |                    |  |  |  |  |  |  |  |  |  |  |  |  |  |  |  |  |  |  |  |  |  |  |  |  |  |  |  |  |
|                           |                           |                           |                           |                            |                            |                            |                            |                            |                            |                         |                         |                         |                         |                      |                      |                         |                         | Rašid                   | Rašid                   | Rašid                   | Rašid                   | Rašid  | Rašid  |                         |                         |                         |                         |                         |                         |                 |                 |                    |                    |                                                                  |                    |                    |                    |  |  |                      |                      |                      |                      |                      |                      |                |                |                    |                    | Yusuf              | Yusuf              | Yusuf              | Yusuf              | Yusuf           | Yusuf           |                    |                    |                     |                     |                     |                     |                     |                     |                    |                    |                    |                    |                    |                    |  |  |  |  |  |  |  |  |  |  |  |  |  |  |  |  |  |  |  |  |  |  |  |  |  |  |  |  |
|                           |                           |                           |                           |                            |                            |                            |                            |                            |                            |                         |                         |                         |                         |                      |                      |                         |                         | Šabrit                  | Šabrit                  | Šabrit                  | Šabrit                  | Šabrit | Šabrit |                         |                         |                         |                         |                         |                         |                 |                 |                    |                    |                                                                  |                    |                    |                    |  |  |                      |                      |                      |                      |                      |                      |                |                |                    |                    | Amrus ben Yusuf    | Amrus ben Yusuf    | Amrus ben Yusuf    | Amrus ben Yusuf    | Amrus ben Yusuf | Amrus ben Yusuf |                    |                    |                     |                     |                     |                     |                     |                     |                    |                    |                    |                    |                    |                    |  |  |  |  |  |  |  |  |  |  |  |  |  |  |  |  |  |  |  |  |  |  |  |  |  |  |  |  |
|                           |                           |                           |                           |                            |                            |                            |                            |                            |                            |                         |                         |                         |                         |                      |                      |                         |                         | Šabrit                  | Šabrit                  | Šabrit                  | Šabrit                  | Šabrit | Šabrit |                         |                         |                         |                         |                         |                         |                 |                 |                    |                    |                                                                  |                    |                    |                    |  |  |                      |                      |                      |                      |                      |                      |                |                |                    |                    | Amrus ben Yusuf    | Amrus ben Yusuf    | Amrus ben Yusuf    | Amrus ben Yusuf    | Amrus ben Yusuf | Amrus ben Yusuf |                    |                    |                     |                     |                     |                     |                     |                     |                    |                    |                    |                    |                    |                    |  |  |  |  |  |  |  |  |  |  |  |  |  |  |  |  |  |  |  |  |  |  |  |  |  |  |  |  |
|                           |                           |                           |                           |                            |                            |                            |                            |                            |                            |                         |                         |                         |                         |                      |                      |                         |                         |                         |                         |                         |                         |        |        |                         |                         |                         |                         |                         |                         |                 |                 |                    |                    |                                                                  |                    |                    |                    |  |  |                      |                      |                      |                      |                      |                      |                |                |                    |                    |                    |                    |                    |                    |                 |                 |                    |                    |                     |                     |                     |                     |                     |                     |                    |                    |                    |                    |                    |                    |  |  |  |  |  |  |  |  |  |  |  |  |  |  |  |  |  |  |  |  |  |  |  |  |  |  |  |  |
|                           |                           |                           |                           |                            |                            |                            |                            |                            |                            | Abd Allah ibn Šabrit    | Abd Allah ibn Šabrit    | Abd Allah ibn Šabrit    | Abd Allah ibn Šabrit    | Abd Allah ibn Šabrit | Abd Allah ibn Šabrit |                         |                         |                         |                         |                         |                         |        |        |                         |                         | Musa ibn Šabrit         | Musa ibn Šabrit         | Musa ibn Šabrit         | Musa ibn Šabrit         | Musa ibn Šabrit | Musa ibn Šabrit |                    |                    |                                                                  |                    |                    |                    |  |  |                      |                      | Umar ibn Amrus       | Umar ibn Amrus       | Umar ibn Amrus       | Umar ibn Amrus       | Umar ibn Amrus | Umar ibn Amrus |                    |                    | Yusuf ibn Amrus    | Yusuf ibn Amrus    | Yusuf ibn Amrus    | Yusuf ibn Amrus    | Yusuf ibn Amrus | Yusuf ibn Amrus |                    |                    | Zakariyya ibn Amrus | Zakariyya ibn Amrus | Zakariyya ibn Amrus | Zakariyya ibn Amrus | Zakariyya ibn Amrus | Zakariyya ibn Amrus |                    |                    |                    |                    |                    |                    |  |  |  |  |  |  |  |  |  |  |  |  |  |  |  |  |  |  |  |  |  |  |  |  |  |  |  |  |
|                           |                           |                           |                           |                            |                            |                            |                            |                            |                            | Abd Allah ibn Šabrit    | Abd Allah ibn Šabrit    | Abd Allah ibn Šabrit    | Abd Allah ibn Šabrit    | Abd Allah ibn Šabrit | Abd Allah ibn Šabrit |                         |                         |                         |                         |                         |                         |        |        |                         |                         | Musa ibn Šabrit         | Musa ibn Šabrit         | Musa ibn Šabrit         | Musa ibn Šabrit         | Musa ibn Šabrit | Musa ibn Šabrit |                    |                    |                                                                  |                    |                    |                    |  |  |                      |                      | Umar ibn Amrus       | Umar ibn Amrus       | Umar ibn Amrus       | Umar ibn Amrus       | Umar ibn Amrus | Umar ibn Amrus |                    |                    | Yusuf ibn Amrus    | Yusuf ibn Amrus    | Yusuf ibn Amrus    | Yusuf ibn Amrus    | Yusuf ibn Amrus | Yusuf ibn Amrus |                    |                    | Zakariyya ibn Amrus | Zakariyya ibn Amrus | Zakariyya ibn Amrus | Zakariyya ibn Amrus | Zakariyya ibn Amrus | Zakariyya ibn Amrus |                    |                    |                    |                    |                    |                    |  |  |  |  |  |  |  |  |  |  |  |  |  |  |  |  |  |  |  |  |  |  |  |  |  |  |  |  |
|                           |                           |                           |                           |                            |                            |                            |                            |                            |                            |                         |                         |                         |                         |                      |                      |                         |                         |                         |                         |                         |                         |        |        |                         |                         |                         |                         |                         |                         |                 |                 |                    |                    |                                                                  |                    |                    |                    |  |  |                      |                      |                      |                      |                      |                      |                |                |                    |                    |                    |                    |                    |                    |                 |                 |                    |                    |                     |                     |                     |                     |                     |                     |                    |                    |                    |                    |                    |                    |  |  |  |  |  |  |  |  |  |  |  |  |  |  |  |  |  |  |  |  |  |  |  |  |  |  |  |  |
|                           |                           |                           |                           | Abd al-Malik ibn Abd Allah | Abd al-Malik ibn Abd Allah | Abd al-Malik ibn Abd Allah | Abd al-Malik ibn Abd Allah | Abd al-Malik ibn Abd Allah | Abd al-Malik ibn Abd Allah |                         |                         |                         |                         |                      |                      | Walid ibn Abd Allah     | Walid ibn Abd Allah     | Walid ibn Abd Allah     | Walid ibn Abd Allah     | Walid ibn Abd Allah     | Walid ibn Abd Allah     |        |        |                         |                         |                         |                         | Isa ibn Musa            | Isa ibn Musa            | Isa ibn Musa    | Isa ibn Musa    | Isa ibn Musa       | Isa ibn Musa       |                                                                  |                    |                    |                    |  |  | Zakariyya ibn Umar   | Zakariyya ibn Umar   | Zakariyya ibn Umar   | Zakariyya ibn Umar   | Zakariyya ibn Umar   | Zakariyya ibn Umar   |                |                | Amrus ibn Umar     | Amrus ibn Umar     | Amrus ibn Umar     | Amrus ibn Umar     | Amrus ibn Umar     | Amrus ibn Umar     |                 |                 | Umar ibn Zakariyya | Umar ibn Zakariyya | Umar ibn Zakariyya  | Umar ibn Zakariyya  | Umar ibn Zakariyya  | Umar ibn Zakariyya  |                     |                     | Lubb ibn Zakariyya | Lubb ibn Zakariyya | Lubb ibn Zakariyya | Lubb ibn Zakariyya | Lubb ibn Zakariyya | Lubb ibn Zakariyya |  |  |  |  |  |  |  |  |  |  |  |  |  |  |  |  |  |  |  |  |  |  |  |  |  |  |  |  |
|                           |                           |                           |                           | Abd al-Malik ibn Abd Allah | Abd al-Malik ibn Abd Allah | Abd al-Malik ibn Abd Allah | Abd al-Malik ibn Abd Allah | Abd al-Malik ibn Abd Allah | Abd al-Malik ibn Abd Allah |                         |                         |                         |                         |                      |                      | Walid ibn Abd Allah     | Walid ibn Abd Allah     | Walid ibn Abd Allah     | Walid ibn Abd Allah     | Walid ibn Abd Allah     | Walid ibn Abd Allah     |        |        |                         |                         |                         |                         | Isa ibn Musa            | Isa ibn Musa            | Isa ibn Musa    | Isa ibn Musa    | Isa ibn Musa       | Isa ibn Musa       |                                                                  |                    |                    |                    |  |  | Zakariyya ibn Umar   | Zakariyya ibn Umar   | Zakariyya ibn Umar   | Zakariyya ibn Umar   | Zakariyya ibn Umar   | Zakariyya ibn Umar   |                |                | Amrus ibn Umar     | Amrus ibn Umar     | Amrus ibn Umar     | Amrus ibn Umar     | Amrus ibn Umar     | Amrus ibn Umar     |                 |                 | Umar ibn Zakariyya | Umar ibn Zakariyya | Umar ibn Zakariyya  | Umar ibn Zakariyya  | Umar ibn Zakariyya  | Umar ibn Zakariyya  |                     |                     | Lubb ibn Zakariyya | Lubb ibn Zakariyya | Lubb ibn Zakariyya | Lubb ibn Zakariyya | Lubb ibn Zakariyya | Lubb ibn Zakariyya |  |  |  |  |  |  |  |  |  |  |  |  |  |  |  |  |  |  |  |  |  |  |  |  |  |  |  |  |
|                           |                           |                           |                           |                            |                            |                            |                            |                            |                            |                         |                         |                         |                         |                      |                      |                         |                         |                         |                         |                         |                         |        |        |                         |                         |                         |                         |                         |                         |                 |                 |                    |                    |                                                                  |                    |                    |                    |  |  |                      |                      |                      |                      |                      |                      |                |                |                    |                    |                    |                    |                    |                    |                 |                 |                    |                    |                     |                     |                     |                     |                     |                     |                    |                    |                    |                    |                    |                    |  |  |  |  |  |  |  |  |  |  |  |  |  |  |  |  |  |  |  |  |  |  |  |  |  |  |  |  |
| Muhammad al-Tawil         | Muhammad al-Tawil         | Muhammad al-Tawil         | Muhammad al-Tawil         | Muhammad al-Tawil          | Muhammad al-Tawil          |                            |                            | Furtun ibn Abd al-Malik    | Furtun ibn Abd al-Malik    | Furtun ibn Abd al-Malik | Furtun ibn Abd al-Malik | Furtun ibn Abd al-Malik | Furtun ibn Abd al-Malik |                      |                      | Muhammad ibn Walid      | Muhammad ibn Walid      | Muhammad ibn Walid      | Muhammad ibn Walid      | Muhammad ibn Walid      | Muhammad ibn Walid      |        |        | Zakariyya ibn Isa       | Zakariyya ibn Isa       | Zakariyya ibn Isa       | Zakariyya ibn Isa       | Zakariyya ibn Isa       | Zakariyya ibn Isa       |                 |                 | Asbag ibn Isa      | Asbag ibn Isa      | Asbag ibn Isa                                                    | Asbag ibn Isa      | Asbag ibn Isa      | Asbag ibn Isa      |  |  | Abd al-Malik ibn Isa | Abd al-Malik ibn Isa | Abd al-Malik ibn Isa | Abd al-Malik ibn Isa | Abd al-Malik ibn Isa | Abd al-Malik ibn Isa |                |                | Mas'ud Ibn Amrus   | Mas'ud Ibn Amrus   | Mas'ud Ibn Amrus   | Mas'ud Ibn Amrus   | Mas'ud Ibn Amrus   | Mas'ud Ibn Amrus   |                 |                 |                    |                    |                     |                     |                     |                     |                     |                     |                    |                    |                    |                    |                    |                    |  |  |  |  |  |  |  |  |  |  |  |  |  |  |  |  |  |  |  |  |  |  |  |  |  |  |  |  |
| Muhammad al-Tawil         | Muhammad al-Tawil         | Muhammad al-Tawil         | Muhammad al-Tawil         | Muhammad al-Tawil          | Muhammad al-Tawil          |                            |                            | Furtun ibn Abd al-Malik    | Furtun ibn Abd al-Malik    | Furtun ibn Abd al-Malik | Furtun ibn Abd al-Malik | Furtun ibn Abd al-Malik | Furtun ibn Abd al-Malik |                      |                      | Muhammad ibn Walid      | Muhammad ibn Walid      | Muhammad ibn Walid      | Muhammad ibn Walid      | Muhammad ibn Walid      | Muhammad ibn Walid      |        |        | Zakariyya ibn Isa       | Zakariyya ibn Isa       | Zakariyya ibn Isa       | Zakariyya ibn Isa       | Zakariyya ibn Isa       | Zakariyya ibn Isa       |                 |                 | Asbag ibn Isa      | Asbag ibn Isa      | Asbag ibn Isa                                                    | Asbag ibn Isa      | Asbag ibn Isa      | Asbag ibn Isa      |  |  | Abd al-Malik ibn Isa | Abd al-Malik ibn Isa | Abd al-Malik ibn Isa | Abd al-Malik ibn Isa | Abd al-Malik ibn Isa | Abd al-Malik ibn Isa |                |                | Mas'ud Ibn Amrus   | Mas'ud Ibn Amrus   | Mas'ud Ibn Amrus   | Mas'ud Ibn Amrus   | Mas'ud Ibn Amrus   | Mas'ud Ibn Amrus   |                 |                 |                    |                    |                     |                     |                     |                     |                     |                     |                    |                    |                    |                    |                    |                    |  |  |  |  |  |  |  |  |  |  |  |  |  |  |  |  |  |  |  |  |  |  |  |  |  |  |  |  |
|                           |                           |                           |                           |                            |                            |                            |                            |                            |                            |                         |                         |                         |                         |                      |                      |                         |                         |                         |                         |                         |                         |        |        |                         |                         |                         |                         |                         |                         |                 |                 |                    |                    |                                                                  |                    |                    |                    |  |  |                      |                      |                      |                      |                      |                      |                |                |                    |                    |                    |                    |                    |                    |                 |                 |                    |                    |                     |                     |                     |                     |                     |                     |                    |                    |                    |                    |                    |                    |  |  |  |  |  |  |  |  |  |  |  |  |  |  |  |  |  |  |  |  |  |  |  |  |  |  |  |  |
| Abd al-Malik ibn al-Tawil | Abd al-Malik ibn al-Tawil | Abd al-Malik ibn al-Tawil | Abd al-Malik ibn al-Tawil | Abd al-Malik ibn al-Tawil  | Abd al-Malik ibn al-Tawil  |                            |                            | Amrus ibn al-Tawil         | Amrus ibn al-Tawil         | Amrus ibn al-Tawil      | Amrus ibn al-Tawil      | Amrus ibn al-Tawil      | Amrus ibn al-Tawil      |                      |                      | Furtun ibn al-Tawil     | Furtun ibn al-Tawil     | Furtun ibn al-Tawil     | Furtun ibn al-Tawil     | Furtun ibn al-Tawil     | Furtun ibn al-Tawil     |        |        | Musa Aznar ibn al-Tawil | Musa Aznar ibn al-Tawil | Musa Aznar ibn al-Tawil | Musa Aznar ibn al-Tawil | Musa Aznar ibn al-Tawil | Musa Aznar ibn al-Tawil |                 |                 | Yahya ibn al-Tawil | Yahya ibn al-Tawil | Yahya ibn al-Tawil                                               | Yahya ibn al-Tawil | Yahya ibn al-Tawil | Yahya ibn al-Tawil |  |  | Lubb ibn al-Tawil    | Lubb ibn al-Tawil    | Lubb ibn al-Tawil    | Lubb ibn al-Tawil    | Lubb ibn al-Tawil    | Lubb ibn al-Tawil    |                |                | Walid ibn al-Tawil | Walid ibn al-Tawil | Walid ibn al-Tawil | Walid ibn al-Tawil | Walid ibn al-Tawil | Walid ibn al-Tawil |                 |                 |                    |                    |                     |                     |                     |                     |                     |                     |                    |                    |                    |                    |                    |                    |  |  |  |  |  |  |  |  |  |  |  |  |  |  |  |  |  |  |  |  |  |  |  |  |  |  |  |  |
| Abd al-Malik ibn al-Tawil | Abd al-Malik ibn al-Tawil | Abd al-Malik ibn al-Tawil | Abd al-Malik ibn al-Tawil | Abd al-Malik ibn al-Tawil  | Abd al-Malik ibn al-Tawil  |                            |                            | Amrus ibn al-Tawil         | Amrus ibn al-Tawil         | Amrus ibn al-Tawil      | Amrus ibn al-Tawil      | Amrus ibn al-Tawil      | Amrus ibn al-Tawil      |                      |                      | Furtun ibn al-Tawil     | Furtun ibn al-Tawil     | Furtun ibn al-Tawil     | Furtun ibn al-Tawil     | Furtun ibn al-Tawil     | Furtun ibn al-Tawil     |        |        | Musa Aznar ibn al-Tawil | Musa Aznar ibn al-Tawil | Musa Aznar ibn al-Tawil | Musa Aznar ibn al-Tawil | Musa Aznar ibn al-Tawil | Musa Aznar ibn al-Tawil |                 |                 | Yahya ibn al-Tawil | Yahya ibn al-Tawil | Yahya ibn al-Tawil                                               | Yahya ibn al-Tawil | Yahya ibn al-Tawil | Yahya ibn al-Tawil |  |  | Lubb ibn al-Tawil    | Lubb ibn al-Tawil    | Lubb ibn al-Tawil    | Lubb ibn al-Tawil    | Lubb ibn al-Tawil    | Lubb ibn al-Tawil    |                |                | Walid ibn al-Tawil | Walid ibn al-Tawil | Walid ibn al-Tawil | Walid ibn al-Tawil | Walid ibn al-Tawil | Walid ibn al-Tawil |                 |                 |                    |                    |                     |                     |                     |                     |                     |                     |                    |                    |                    |                    |                    |                    |  |  |  |  |  |  |  |  |  |  |  |  |  |  |  |  |  |  |  |  |  |  |  |  |  |  |  |  |
|                           |                           |                           |                           |                            |                            |                            |                            |                            |                            |                         |                         |                         |                         |                      |                      | Abd al-Malik ibn Fortun | Abd al-Malik ibn Fortun | Abd al-Malik ibn Fortun | Abd al-Malik ibn Fortun | Abd al-Malik ibn Fortun | Abd al-Malik ibn Fortun |        |        | Abd al-Malik ibn Musa   | Abd al-Malik ibn Musa   | Abd al-Malik ibn Musa   | Abd al-Malik ibn Musa   | Abd al-Malik ibn Musa   | Abd al-Malik ibn Musa   |                 |                 |                    |                    |                                                                  |                    |                    |                    |  |  | Yahya ibn Lubb       | Yahya ibn Lubb       | Yahya ibn Lubb       | Yahya ibn Lubb       | Yahya ibn Lubb       | Yahya ibn Lubb       |                |                |                    |                    |                    |                    |                    |                    |                 |                 |                    |                    |                     |                     |                     |                     |                     |                     |                    |                    |                    |                    |                    |                    |  |  |  |  |  |  |  |  |  |  |  |  |  |  |  |  |  |  |  |  |  |  |  |  |  |  |  |  |
|                           |                           |                           |                           |                            |                            |                            |                            |                            |                            |                         |                         |                         |                         |                      |                      | Abd al-Malik ibn Fortun | Abd al-Malik ibn Fortun | Abd al-Malik ibn Fortun | Abd al-Malik ibn Fortun | Abd al-Malik ibn Fortun | Abd al-Malik ibn Fortun |        |        | Abd al-Malik ibn Musa   | Abd al-Malik ibn Musa   | Abd al-Malik ibn Musa   | Abd al-Malik ibn Musa   | Abd al-Malik ibn Musa   | Abd al-Malik ibn Musa   |                 |                 |                    |                    |                                                                  |                    |                    |                    |  |  | Yahya ibn Lubb       | Yahya ibn Lubb       | Yahya ibn Lubb       | Yahya ibn Lubb       | Yahya ibn Lubb       | Yahya ibn Lubb       |                |                |                    |                    |                    |                    |                    |                    |                 |                 |                    |                    |                     |                     |                     |                     |                     |                     |                    |                    |                    |                    |                    |                    |  |  |  |  |  |  |  |  |  |  |  |  |  |  |  |  |  |  |  |  |  |  |  |  |  |  |  |  |
|                           |                           |                           |                           |                            |                            |                            |                            |                            |                            |                         |                         |                         |                         |                      |                      |                         |                         |                         |                         |                         |                         |        |        | Walid ibn Abd al-Malik  |                         |                         |                         |                         |                         |                 |                 |                    |                    |                                                                  |                    |                    |                    |  |  |                      |                      |                      |                      |                      |                      |                |                |                    |                    |                    |                    |                    |                    |                 |                 |                    |                    |                     |                     |                     |                     |                     |                     |                    |                    |                    |                    |                    |                    |  |  |  |  |  |  |  |  |  |  |  |  |  |  |  |  |  |  |  |  |  |  |  |  |  |  |  |  |